# Alexa von Porembsky
Alexa von Porembsky (née le 5 juin 1906 à Ödenburg, morte le 18 août 1981 à Berlin) est une actrice allemande.

## Biographie
Elle suit des cours de théâtre avec Gertrud Eysoldt et fait ses débuts sur scène en 1925 dans une représentation de La Petite Catherine de Heilbronn au Deutsches Theater de Berlin. Elle danse dans la revue d'Erik Charell et chante des chansons de Rudolf Nelson et Victor Hollaender. Elle est aussi modèle nue pour le peintre Emil Orlik.
De 1933 à 1944, elle fait partie de l'ensemble du Volksbühne Berlin. Elle vient au cinéma en 1928. Dans des rôles secondaires, elle joue des domestiques, des femmes de marché, des secrétaires et des voisines. Jusqu'en 1961, elle apparaît dans 32 films au total.
Après la Seconde Guerre mondiale, Alexa von Porembsky joue au théâtre Hebbel, à partir de 1950 au Renaissance-Theater et est actrice de synchronisation. Sa dernière apparition majeure est en 1978 dans la série télévisée Heiter bis wolkig.
Elle est la mère de l'actrice Nina von Porembsky.

## Filmographie sélective
- 1928 : Leontines Ehemänner de Robert Wiene
- 1928 : Ein Tag Film
- 1929 : La Femme sur la Lune de Fritz Lang
- 1931 : Der Weg nach Rio
- 1931 : Zimmer 12 a
- 1932 : Der Diamant des Zaren
- 1932 : Fasse dich kurz
- 1932 : Fräulein – falsch verbunden
- 1932 : Der Frechdachs
- 1932 : Der Frauendiplomat
- 1933 : Was gibt's Neues heut?
- 1933 : Die verlorene Melodie
- 1934 : Heinz im Mond
- 1935 : Der Kosak und die Nachtigall
- 1935 : Der Außenseiter
- 1936 : Du bist so schön, Berlinerin
- 1937 : Le Mari qu'il me faut
- 1937 : Frauenliebe - Frauenleid d'Augusto Genina
- 1938 : Die Brillanten der Moranows
- 1938 : Scheidungsreise
- 1938 : Das Protektionskind
- 1938 : Das Mädchen mit dem guten Ruf
- 1939 : Le Chapeau florentin de Wolfgang Liebeneiner
- 1939 : Voiture-salon E 417 (Salonwagen E 417) de Paul Verhoeven
- 1943 : Leichtes Blut
- 1943 : Ich vertraue Dir meine Frau an de Kurt Hoffmann
- 1944 : Wie sagen wir es unseren Kindern?
- 1949 : Der Posaunist
- 1949 : Man spielt nicht mit der Liebe
- 1950 : Taxi-Gattin
- 1950 : Wenn Männer schwindeln
- 1952 : Pour l'amour d'une femme
- 1953 : Der keusche Josef
- 1953 : Briefträger Müller
- 1954 : Rittmeister Wronski de Ulrich Erfurth
- 1954 : Docteur pour femmes
- 1954 : Docteurs et Infirmières de Paul May
- 1954 : König Drosselbart
- 1954 : Der Froschkönig
- 1954 : Die sieben Kleider der Katrin de Hans Deppe
- 1955 : Un vilain petit canard (Ich war ein häßliches Mädchen) de Wolfgang Liebeneiner
- 1955 : Ma paisible vallée (Du mein stilles Tal)
- 1955 : Das Sandmännchen
- 1955 : Le Chemin du paradis de Hans Wolff et Willi Forst
- 1955 : Rendez-moi justice
- 1956 : Frucht ohne Liebe
- 1956 : Musikparade
- 1956 : Das Sonntagskind
- 1956 : Schwarzwaldmelodie
- 1956 : Was die Schwalbe sang
- 1956 : Stresemann d'Alfred Braun
- 1957 : Wie ein Sturmwind
- 1957 : Ferien auf Immenhof
- 1957 : Effervescence au pays de cocagne (Aufruhr im Schlaraffenland)
- 1957 : Ainsi sont les hommes de Paul Martin
- 1958 : Das verbotene Paradies
- 1958 : Kleine Leute mal ganz groß
- 1959 : Bezaubernde Arabella d'Axel von Ambesser
- 1959 : Unser Wunderland bei Nacht (de)
- 1960 : Le Dernier Témoin de Wolfgang Staudte
- 1961 : Via Mala de Paul May
- 1961 : Trop jeune pour l'amour
- 1962 : Kohlhiesels Töchter
- 1968 : Ein ehrenwerter Herr
- 1978 : Heiter bis wolkig (série télévisée)
- 1981 : Der Fall Maurizius (série télévisée)